# Loeblichiinae
Loeblichiinae es una subfamilia de foraminíferos bentónicos cuyos taxones se han incluido tradicionalmente en la familia Loeblichiidae, de la superfamilia Fusulinoidea, del suborden Fusulinina y del orden Fusulinida. Su rango cronoestratigráfico abarca desde el Viseense (Devónico medio) hasta el Moscoviense (Carbonífero superior).

## Discusión
Clasificaciones más recientes incluyen Loeblichiinae en la superfamilia Loeblichioidea, del suborden Endothyrina, del orden Endothyrida, de la subclase Fusulinana y de la clase Fusulinata.

## Clasificación
Loeblichiinae incluye a los siguientes géneros:
- Loeblichia †
- Novella †
- Seminovella †